# Michael Psellos
Michael Psellos (1017 nebo 1018 – kolem 1078), původním jménem Konstantin, byl byzantský spisovatel, filozof, politik a historik. Svými filozofickými názory byl blízký idealismu novoplatóniků. Za vlády Konstantina IX. se domohl vlivného postavení na císařském dvoře a později sloužil jako vysoce postavený rádce několika dalších panovníků.

## Život a dílo
Psellos byl žákem Ioanna Mauropa, významného učitele a vzdělance. Jeho zájem zasahoval do mnoha směrů, mimo jiné se zabýval filosofií a přírodními vědami. Zkoumal a pochopil zásadní vliv novoplatonismu na křesťanství, během svého bádání se zaměřoval na matematiku a logiku. Byl přesvědčen, že všechny pozemské jevy se dají vysvětlit za pomoci lidského rozumu. Neunikl však ani pověrčivosti typické pro tehdejší dobu. V tomto ohledu pěstoval jako jeden z prvních i zálibu o lidovou tvorbu, zejména přísloví a pořekadla. V některých svých názorech se vracel k antickému myšlení, například oceňoval krásu lidského těla a stavěl jí po bok kráse duševní. Jeho estetické ideály pak připomínají pozdější dobu renesance.
Mezi jeho největší díla patří velký soubor pojednání s encyklopedickým charakterem zvaný Didaskalia pantodapé (Všelijaké učení) zahrnující témata z teologie, filosofie, psychologie, fyziologie, astronomie, lékařství a zemědělství. Psellos se zde snaží o hierarchické členění světa v duchu novoplatonismu. Další výraznou prací je jeho historické dílo Chronographia (Letopisy), v němž zachytil období vymezené vládou Basileia II. a Michaela VII., tedy roky 976-1077. Jeho historická práce je považována za stylisticky jedno z nejzdařilejších byzantských děl v tomto oboru. Výrazně se v nich projevuje živý popis byzantského dvora a jeho příslušníků. Pozoruhodné jsou také Psellovy epitafy, neboli pohřební řeči, na jeho matku a dále na patriarchy Michaela Kerullaria, Konstantina Leichuda a Ioanna Xifilina.
Vedle toho působil od roku 1045 také jako učitel v Konstantinopoli, kde se s císařem uděleným titulem hypatos tón filosofón (konzul filozofů) věnoval výkladu gramatiky, rétoriky, stylistiky, četby antických autorů, dialektiky, aritmetiky, geometrii, astronomii, hudbě, fyzice, metafyzice a teologii. V mnoha ohledech se jednalo o paralelu k západoevropskému systému studia, tedy trivia a kvadrivia.
V oblasti politiky hrál Psellos zejména ve třetí čtvrtině 11. století významnou roli jakožto jeden z vrcholných představitelů státního aparátu byzantské říše. Dopomohl k trůnu císaři Izákovi I. Komenovi, aby jej následně zase svrhl a zasloužil se o nástup Konstantina X. Duky. Po smrti tohoto císaře a během regentské vlády císařovny Eudokie opět držel na chvíli otěže moci on spolu s kaisarem Ioannem Dukou, nebezpečná situace ze strany seldžuckých Turků však vedla roku 1068 k novému převratu a nastolení císaře Romana IV. Diogena, pocházejícího z prostředí pozemkové aristokracie. Císař se o tři roky později s Turky střetl v neslavné bitvě u Mantzikertu, po níž byl vítěznými Seldžuky zajat. Toho Psellos využil, s Ioannem Dukou zorganizoval další převrat a dosadil na trůn mladého syna Konstantina X. Michaela Duku. Roman po svém propuštění z tureckého zajetí rozpoutal proti těmto uzurpátorům občanskou válku, byl však opakovaně poražen a nakonec zajat a oslepen. Záhy nato, roku 1072, zemřel. Ani Psellos však nezůstal u moci příliš dlouho. Brzy upadl v nemilost a byl donucen opustit císařský dvůr. Není zcela jasné, kdy zemřel, pravděpodobně kolem roku 1078.

## Literatura

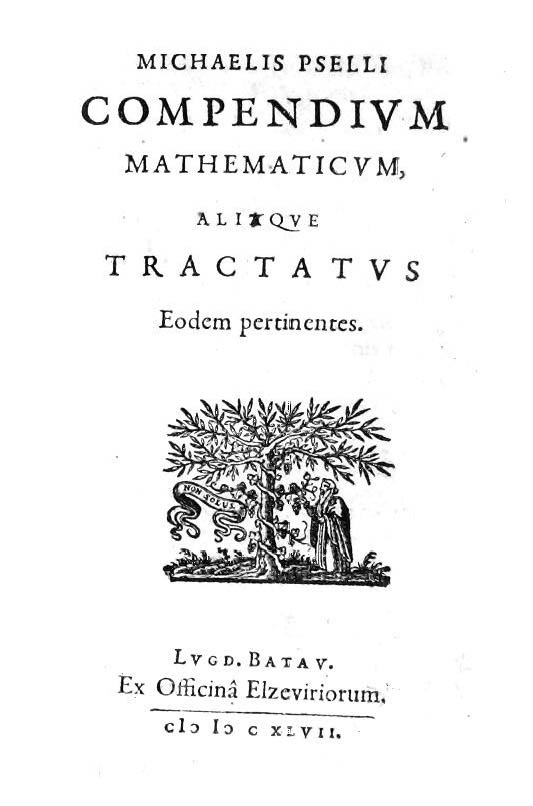
Compendium mathematicum, 1647

## Vydání v češtině
- PSELLOS, Michael. Byzantské letopisy. Překlad Růžena Dostálová. Praha: Odeon, 1982. 350 s.